# Réorganisation religieuse des Pays-Bas espagnols
La réorganisation religieuse des Pays-Bas espagnols est l'ensemble des politiques religieuses en faveur du catholicisme mises en œuvre dans les Pays-Bas espagnols et la Principauté de Liège par les autorités religieuses et civiles dans le cadre de la Réforme catholique introduite par le concile de Trente. C'est avant tout une organisation ecclésiastique nouvelle, initiée par des bulles pontificales en 1559 et 1561, à la demande de Philippe II. Dix-neuf évêchés au lieu de cinq, pour une indépendance des pouvoirs religieux belgiques vis-à-vis des états voisins comme le royaume de France et pour des évêques plus proches de leur clergé, afin de leur permettre une plus grande efficacité dans leur mission évangélique. Ces prélats doivent relever deux grands défis : combattre la violence iconoclaste des calvinistes dans les Dix-Sept Provinces ainsi que promulguer et surtout faire appliquer les décrets du Concile de Trente qui se clôture en 1563.
À la même époque, les Pays-Bas méridionaux sont également les témoins de l'introduction et/ou du remaniement d'ordres religieux comme les Jésuites et les Capucins, le plus souvent avec l'aide et le soutien des autorités espagnoles. L'Inquisition est également l'objet d'une réorganisation, déjà commencée par Charles Quint, afin de combattre la montée du protestantisme.

Cette réorganisation désirée pour une unité tant spirituelle que politique entraîne inversement un plus grand conflit au sein des Pays-Bas méridionaux, notamment à cause de la politique de sélection et de dotation financière des nouveaux évêques et parce que le peuple craint également que cette réorganisation soit une tentative d'introduire l'Inquisition espagnole. Cette « Église des Pays-Bas » meurt de jure par le traité de Münster en 1648 qui consacre la division politique et religieuse des Dix-Sept Provinces de Charles Quint. 

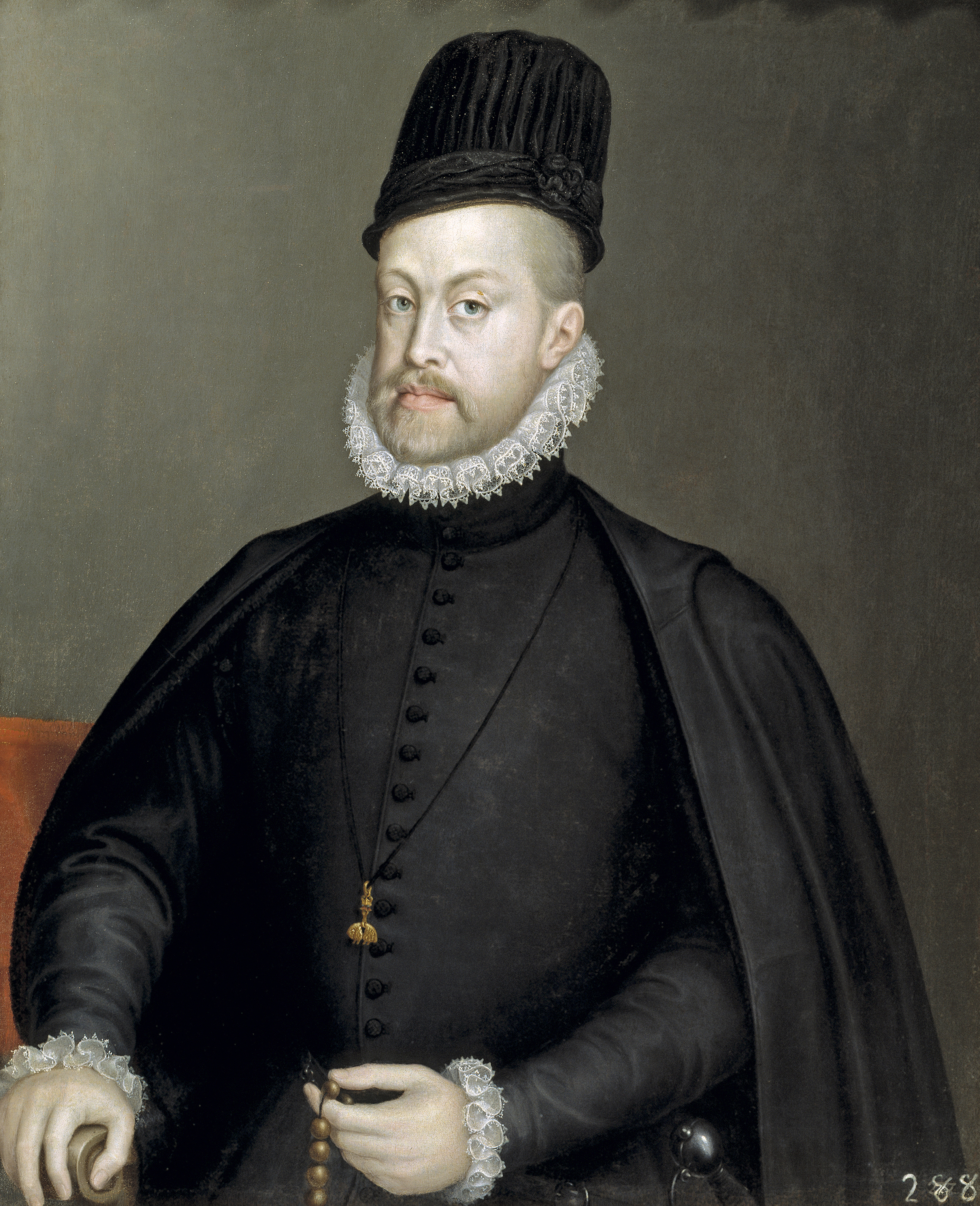
Philippe II d'Espagne, souverain des Pays-Bas espagnols lors de la réorganisation

## Contexte

Dix-Sept Provinces

Surnommé par Juste Lipse le Conditor Belgii (l'« Unificateur des Pays-Bas »), le duc de Bourgogne Philippe le Bon rassemble politiquement diverses principautés des Pays-Bas belgiques alors autonomes et jette les bases d'un État centralisé. L'empereur Charles Quint réussit à réunir dans sa quasi-totalité l'ensemble des Pays-Bas belgiques, à l'exception de la principauté de Liège : en 1521 Tournai, en 1523 la Frise, en 1528 Utrecht et Overijssel, en 1536 Drenthe et Groningue et en 1543 le duché de Gueldre et le comté de Zutphen. Cette unification est couronnée par la création du cercle de Bourgogne en 1548 et par la Pragmatique Sanction de 1549.

Ce qui vaut pour cette organisation politique n'existe pas sur le plan religieux : les diocèses sont restés presque intacts depuis l'époque mérovingienne  alors que la population est devenue nombreuse. Le territoire des Dix-Sept Provinces est sous l'autorité de six évêchés différents qui ne correspond en rien à ces terres : seulement quatre évêchés leur sont propres, Cambrai, Tournai, Arras et Utrecht,. Non seulement la plus grande partie des Dix-Sept Provinces est soumise à deux évêchés étrangers, mais les quatre évêchés propres aux Pays-Bas belgiques relèvent eux-mêmes de deux métropoles étrangères : les uns de l'archidiocèse de Cologne et les autres de celui de Reims. L'autorité spirituelle du duché de Brabant est partagée par les évêques de Liège et de Cambrai. La situation est pire dans le duché de Luxembourg qui se trouve soumis à six prélats différents. Cette situation a des retombées négatives à la fois politiques et religieuses : 
« On a dit, avec raison, que les inconvénients de cet ordre de choses étaient très-graves ; les évêques étrangers et leurs officiers se permettaient souvent des abus de pouvoir, au préjudice des droits des citoyens et des libertés nationales, même au détriment des prérogatives et de la dignité du souverain. D'autre part les intéressés, dans les causes ecclésiastiques, devaient se pourvoir en appel devant des tribunaux éloignés et situés hors du pays, recours difficile, et même périlleux, en temps de guerre. Mais cet état de choses était plus préjudiciable encore aux intérêts de la religion. L'étendue des diocèses (dans celui d'Utrecht on comptait près de 1 100 églises et plus de 200 villes fermées) empêchait les évêques de diriger et de surveiller convenablement leur clergé. Il en résultait que les ecclésiastiques s'acquittaient de leurs devoirs avec négligence, que le relâchement s'était introduit parmi eux, et que ce désordre favorisait les partisans des innovations religieuses. »
Face à une Église catholique mal organisée, le protestantisme, en particulier sa branche calviniste, se répand facilement, cela surtout dans les comtés de Hollande, de Zélande, de Flandre et de Hainaut. Mais la situation est identique dans toute l'Europe. C'est dans ce contexte que le pape Paul III ouvre le Concile de Trente, le 13 décembre 1545, afin de réagir aux idées de Martin Luther et des autres théologiens de la Réforme protestante.

## Réorganisation du clergé séculier

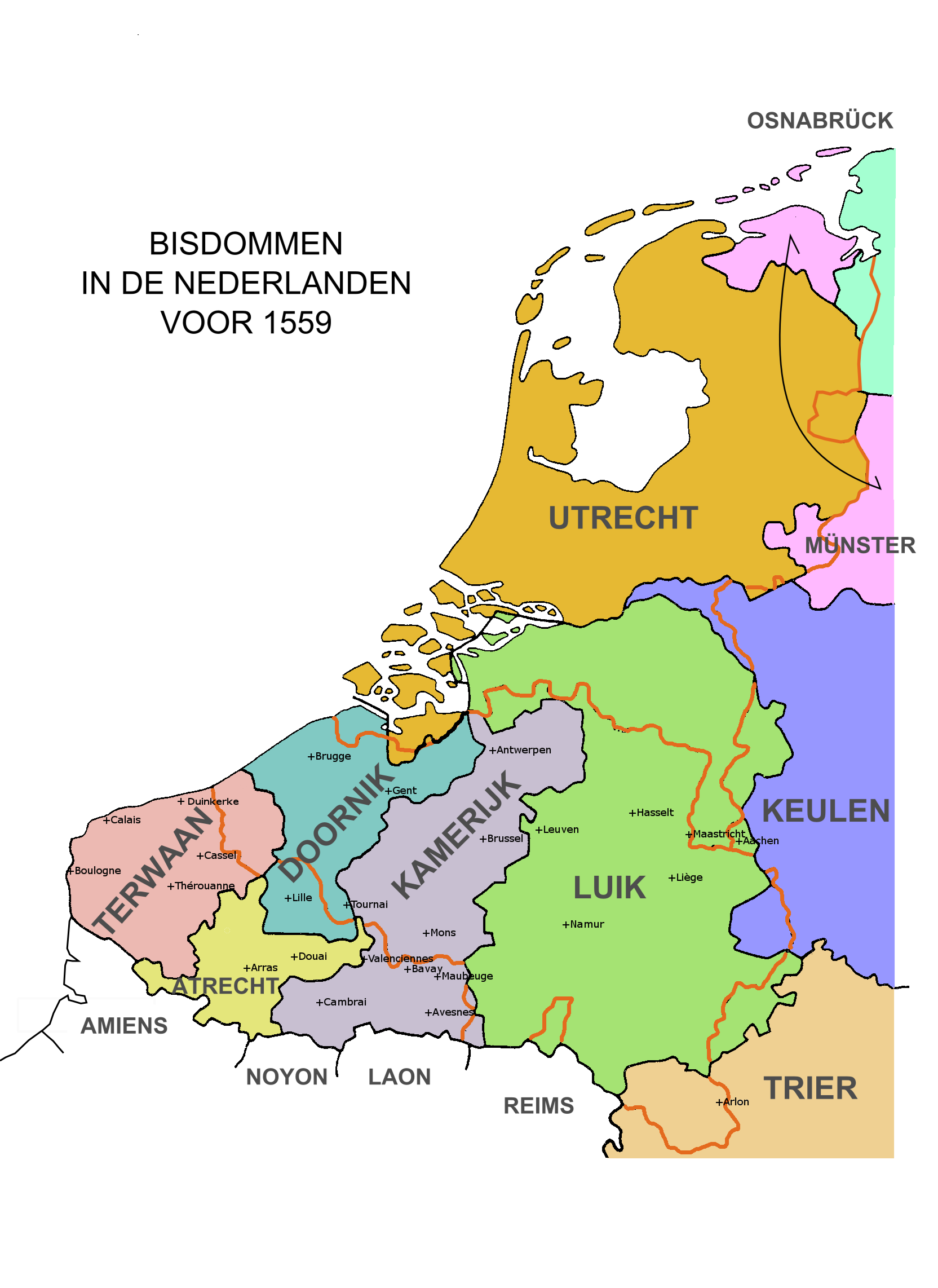
Les évêchés avant leur réorganisation

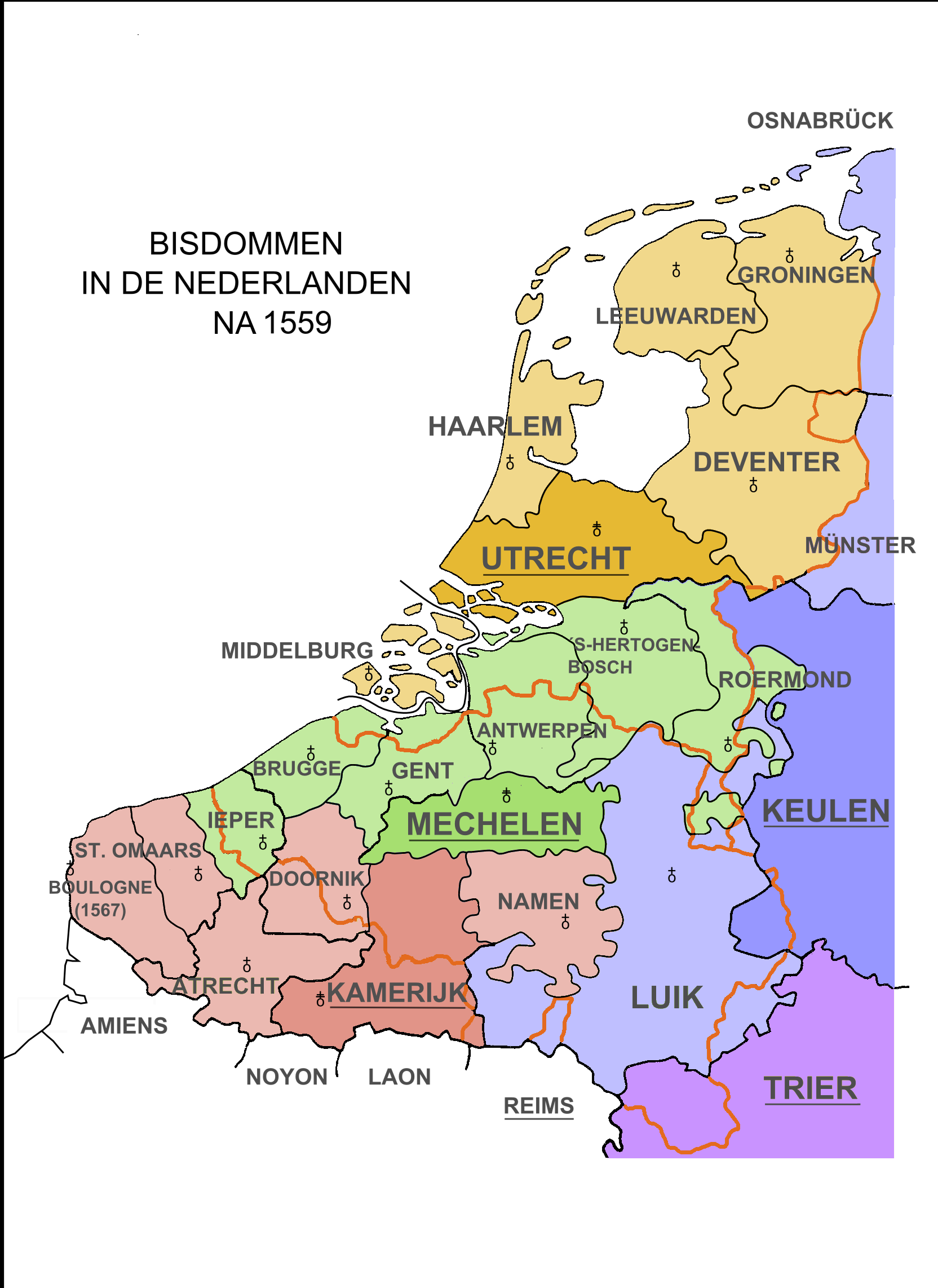
Les évêchés après leur réorganisation

### Préparations

#### Commission secrète
Les décisions prises par la bulle générale d'érection Super Universas sont préparées en secret par une Commission instituée par Philippe II, afin de mettre au point le plan détaillé d'une nouvelle division ecclésiastique. Pour ne pas éveiller de soupçons ou susciter d'opposition, cette Commission préparatoire collecte discrètement des informations sur les diocèses : leur étendue, les distances entre les villes, la population, la situation religieuse, les abbayes, les prébendes, etc. Afin de défendre, à la Curie romaine, la nécessité de réorganiser les diocèses, le souverain espagnol envoie le théologien François Van de Velde, appelé généralement Sonnius. Selon Michel Dierickx, trois raisons plaident en faveur de la réorganisation : l'étendue des diocèses bien trop grande pour que les évêques s'acquittent convenablement de leur charge d'âmes, les évêques souvent romans n'étant pas à même d'administrer leurs diocésains thiois, et puis, le danger d'hérésie qui nécessite d'urgence une plus grande activité pastorale.

#### Audiences à Rome et bulle
Sonnius quitte les provinces belgiques le 15 mars 1558, arrive dans la Ville éternelle le 13 mai 1558 et rapidement obtient une audience avec Paul IV. Le théologien expose une situation menaçante sur la foi catholique, situation pesant dans les Pays-Bas, cela pour démontrer la nécessité de nouveaux évêques aidés de docteurs en théologie ou en droit. Le Souverain Pontife nomme par la suite une commission de cardinaux à laquelle Sonnius présente à plusieurs reprises le projet. L'affaire traîne en longueur, à la suite d'ajournements successifs dus d'abord au mauvais état de santé du pape plus qu'octogénaire, mais aussi parce que ce dernier est guidé par des considérations politiques. En pleine guerre entre les Habsbourgs et les Valois, il ne veut pas concéder au roi espagnol une telle réorganisation qui ampute du territoire à des provinces ecclésiastiques françaises.
La paix de Cateau-Cambrésis met fin le 3 avril 1559 à un demi-siècle de guerres et donne la voie libre à Paul IV pour terminer l'affaire des nouveaux diocèses. Le 12 mai 1559, le pape tient un consistoire en présence d'un grand nombre d'évêques et de Sonnius, et déclare solennellement l'érection de quatorze nouveaux diocèses. La préparation de la bulle requiert du temps, toujours en raison de la santé du pape mais surtout parce que Sonnius tente d'y glisser des clauses nouvelles. Il faut attendre le 31 juillet 1559 pour que la bulle générale d'érection Super universas soit prête, mais elle est datée du 12 mai 1559, le jour du consistoire.
Trois sièges archi-épiscopaux au lieu de un et quinze évêchés suffrageants au lieu de cinq vont dès lors couvrir tout le territoire des Dix-Sept Provinces, où les précédentes juridictions des provinces ecclésiastiques ignoraient les frontières politiques au détriment d'une gouvernance effective. Les nouveaux évêchés doivent alors commencer le programme de réformes tridentines par des synodes et des visites régulières, afin d'améliorer la mission pastorale et le combat contre l'hérésie.

#### Commission pontificale
La bulle d'érection Super universas ne contient que des stipulations générales au sujet de la délimitation des diocèses et de leur dotation, et ne nomme naturellement pas les évêques pour chaque siège épiscopal. Dans le but de définir ces circonscriptions et ces dotations, le pape Paul IV nomme le bref du 10 juillet 1559 Salvatore Pacini, évêque de Chiusi, comme son légat aux Pays-Bas, et institue une Commission pontificale pour le seconder. Cette Commission a un nombre limité de membres : Granvelle, alors évêque d'Arras, Viglius, président du Conseil d'État, Philippe Nigri, chancelier de l'ordre de la Toison d'or, et Michel Drieux dit Driutius, doyen de la collégiale Saint-Pierre à Louvain qui sera à son décès remplacé par le pléban de la même collégiale Pierre de Corte. Quelques jours plus tard, Philippe II ajoute Sonnius aux quatre premiers Commissaires.
Le 7 octobre, le légat pontifical accorde à la Commission des Cinq « la permission et le pouvoir de diviser et de délimiter les provinces et diocèses, et de démembrer, de couvents et de prévôtés, la dotation des diocèses ». Pendant deux ans, d'août 1559 à août 1561, cette Commission et les autorités politiques et religieuses définissent dans le plus grand secret les modalités de cette décision papale de réorganisation diocésaine. Cette réorganisation est à la fois territoriale avec la délimitation de chaque diocèse, financière avec la dotation des archevêques et évêques ainsi que hiérarchique pour répondre à la problématique des nominations des évêques et des chanoines.

### Réorganisation territoriale
Pour la création des nouveaux évêchés, la Commission des cinq, mise sur pied par le pape Paul IV et Philippe II d'Espagne, tient compte non seulement des limites diocésaines, mais également de celles des provinces ainsi qu'au sud de la frontière linguistique,. La bulle pontificale de circonscription et de dotation Ex Injuncto du 11 mars 1561 définit les limites de la plupart des évêchés, seuls les quatre évêchés du nord-est et celui de Gand n'y sont pas compris. En substance :
- la partie orientale de l'ancien diocèse de Thérouanne est divisée, suivant la frontière linguistique, entre les diocèses d'Ypres et de Saint-Omer ;
- l'ancien diocèse de Tournai se composait de trois archidiaconés :
  - le nouveau diocèse de Bruges correspond en gros à l'ancien archidiaconé de Bruges ;
  - le diocèse de Gand correspond à l'ancien archidiaconé d'Anvers avec la partie de l'ancien diocèse d'Utrecht, qui s'étend au sud du comté de Zélande (cela explique que le nouveau diocèse de Tournai conserve, en pays de langue thioise, la région entre Courtrai et Isegem)[16],[17] ;
- l'ancien diocèse de Cambrai perd tout son territoire de langue thioise au profit :
  - de l'archidiocèse de Malines, regroupant alors toutes les terres entre la frontière linguistique et l'archidiaconé d'Anvers, avec même une partie de l'ancien diocèse de Liège ;
  - du diocèse d'Anvers formé de l'archidiaconé d'Anvers et de la partie du Brabant du nord s'étendant jusqu'à la Meuse et démembrée de l'ancien diocèse de Liège ;
- ce qui reste du duché de Brabant, à l'exception d'une petite partie à l'est rattachée au diocèse de Ruremonde, forme le diocèse de Bois-le-Duc en plus de quelques territoires au sud du Waal comme le Bommelerwaard et Heusden[18],[19] ;
- l'évêché de Namur correspond au comté de Namur et au Roman Païs ;
- le diocèse de Middelbourg correspond au comté de Zélande ;
- le diocèse de Haarlem comprend la partie du comté de Hollande au nord de Leyde. Ainsi, sauf pour le Diocèse de Tournai, la frontière linguistique sépare la province ecclésiastique de Malines et de celle de Cambrai, tandis que le Waal forme la frontière entre les provinces ecclésiastiques de Malines et d'Utrecht[16],[20] ;
- le diocèse de Leeuwarden s'étend sur plus ou moins la seigneurie de Frise ;
- le diocèse de Groningue s'étend sur la seigneurie de Groningue et de la Province de Drenthe ;
- le diocèse de Deventer est composé de l'Overijssel et de toute la Gueldre au nord d'Arnhem ;
- le diocèse de Ruremonde est composé de huit morceaux de territoires détachés : la Gueldre au sud du Waal, la Seigneurie de Fauquemont et une bande de territoire brabançon[21],[22].

### Réorganisation financière
Pour la question de la dotation qui le préoccupe le plus, le pape Paul IV fait insérer dans la bulle d'érection Super universas, en plus de l'attribution de 3 000 ducats pour chaque évêque, la formule très générale : « À l'archevêché de Malines nous attribuons comme pension annuelle 5 000 ducats, de certains biens, revenus et dîmes ecclésiastiques, qui seront ultérieurement déterminés et partagés par notre Nonce Salvatore Pacini. En attendant cette attribution et ce partage, le roi Philippe donnera de ses propres revenus des Pays-Bas 3 000 ducats à l'archevêque de Malines et 1 500 ducats aux évêques ».
À l'inverse de la fixation des délimitations des diocèses, qui s'est faite sans trop de difficultés, il en est tout autrement concernant la dotation. Pour procurer des revenus suffisants aux évêques et aux chanoines, la bulle d'érection prévoit que la Commission démembre de couvents et de prévôtés certaines dîmes et certains revenus[incompréhensible]. Mais cette décision présente de graves inconvénients : il faut mécontenter un grand nombre de gens, et le temps que les actuels bénéficiaires de ces revenus meurent, le roi aurait à fournir une pension annuelle comme compensation. De plus, si l'on répartit la charge des rétributions des évêques et des chanoines, qui incombent aux diocèses, sur l'ensemble du clergé, ce dernier serait alors enclin à diminuer d'autant sa part dans les aides votées par les États provinciaux[pas clair].
Pour éviter tous ces désagréments, la Commission propose alors une solution qui selon elle ne présente que des avantages : accorder à chaque évêque une abbaye entière. L'évêque serait bien doté: il serait dans son intérêt de préserver l'abbaye de décadence en ces temps troublés; si les abbés des abbayes incorporées siégeaient dans les États provinciaux, il serait mieux qu'eux en mesure de jouer un rôle politique; il aurait à sa disposition un lieu calme et recueilli pour ses éventuelles retraites, comme saint Willibrord faisait déjà à Echternach. Pour Édouard de Moreau, la Commission des cinq a trop négligé de graves inconvénients : le poids financier demandé aux abbayes était énorme alors qu'elles sont affaiblies par les guerres et les malheurs du XVe siècle et du début du XVIe siècle; la mesure porte un coup à la discipline religieuse des monastères privés d'un abbé résident; rétablir pratiquement la commende contre laquelle avaient beaucoup lutté les prélats, surtout norbertins; susciter l'opposition des États dans lesquels siégeaient les abbés. C'est cette opposition dans l'État de Brabant qui est par la suite la plus grande difficulté de la réorganisation.

### Réorganisation hiérarchique
La bulle Super universas érige les trois sièges archiépiscopaux de Cambrai, Malines et d'Utrecht dont chaque archevêque doit visiter ses évêques. Le premier a comme évêques suffragants ceux d'Arras, de Saint-Omer, de Tournai et de Namur ; celui de Malines ceux de Gand, de Bruges, d'Ypres, d'Anvers, de Bois-le-Duc et de Ruremonde ; et le dernier ceux de Haarlem, de Middelbourg, de Deventer, de Groningue et de Leeuwarden. À l'exception du siège archiépiscopal de Cambrai et non d'Arras, le projet de Philippe II est complètement repris.
Une des questions épineuses de la réorganisation est celle du droit de nomination : qui désigne les évêques? Le pape ou le roi? Alors qu'auparavant, les ducs de Bourgogne avaient une influence dans la nomination des évêques de leurs territoires, Charles Quint et François Ier avaient respectivement obtenu le droit de nomination en Espagne et en France. De plus, Charles Quint en conquérant Tournai en 1521 et Thérouanne en 1553 sur le roi de France avait fait valoir son droit sur ces deux sièges épiscopaux, il avait également réussi à imposer aux Chapitres du diocèse d'Utrecht de n'élire comme évêque d'Utrecht que le candidat de l'Empereur. Il ne restait que l'évêché d'Arras et le siège de Cambrai, sur lequel le pape avait le droit de nomination depuis plus de deux siècles. Le successeur de Charles Quint écrit personnellement à Rome pour obtenir le droit de nomination sur les dix-huit évêchés mais les cardinaux de la Commission n'approuvent pas la proposition et laissent la décision au pape. Sonnius rédige alors un rapport spécial en avançant une loi du droit canon selon lequel jus patronatus acquiritur dote, aedificatione et fundo, « le droit de nomination s'acquiert par la dotation, l'édification ou la construction, et la cession du terrain » : le roi acquiert le droit d'édificateur en cédant le territoire des diocèses, et en accordant aux évêques une dotation tant que les revenus qui lui sont attribués, ne sont pas vacants. Malgré la volonté du pape de ne conférer ce droit qu'aux diocèses où le roi pouvait déjà faire valoir ce droit et de conserver le droit de nomination sur les sièges de Cambrai, de Malines et d'Anvers dont les diocèses formeraient une partie de l'ancien diocèse de Cambrai, la bulle Super universas confère au roi le droit de nomination sur tous les sièges, à l'exception de Cambrai que le pape se réserve, à la condition qu'il ne désigne que des docteurs en théologie ou des docteurs ou licenciés en droit canon. Dierickx suppose que Sonnius est parvenu à modifier la clause de la bulle lors de sa rédaction. Par ce droit de nomination, Philippe II acquiert un pouvoir fort étendu sur l'Église des Pays-Bas, ce qui suscitera des oppositions.
Au moment de la nomination, le choix des évêques est surtout influencé par Viglius, Granvelle et Marguerite de Parme. À l'exception de la nomination de Granvelle comme archevêque de Malines, tout indiquée selon Michel Dierickx, le roi ne fait qu'approuver les propositions venant des Pays-Bas.
Les bulles pontificales de circonscription et de dotation Ex injuncto et De statu Ecclesiarum du 11 mars 1561 stipulent que dans chaque évêché seraient réservées dix prébendes du chapitre, une pour l'évêque et neuf pour trois docteurs ou licenciés en théologie, trois docteurs ou licenciés en droit et trois nobles ayant au moins le grade de licence en théologie ou en droit. Ces neuf chanoines formeraient le conseil de l'évêque, et au sein des neuf, un juriste et un théologien seraient des inquisiteurs pontificaux.

### Oppositions
Cette réorganisation se bute contre des juridictions et des privilèges et rencontre beaucoup de résistances, et est incapable de gérer un mouvement réformateur devenu plus important. La réorganisation territoriale ne posait pas de problèmes, Michel Dierickx déclare : 
« De prime abord on est frappé, que ni l'érection de nouveaux évêchés ni leur nombre de quatorze ne furent mal accueillis. En ces temps où le protestantisme était devenu un grave danger, beaucoup de catholiques approuvaient de tout cœur une réorganisation fondamentale de la hiérarchie, comme moyen de réforme catholique. […] Ce n'est pas non plus le droit, ou, pour parler plus exactement le droit de désignation du roi — car le pape seul nomme les évêques — qui a suscité une vive émotion. »
La première cause d'opposition est la clause des grades de licence ou de doctorat en théologie ou en droit qui mécontente les nobles. Les fils de Seigneurs, tout en suivant des études à l'université, « ne voulaient pas s'abaisser à prendre des grades ». La noblesse, qui jusqu'alors s'attribuait pour ainsi dire les hautes dignités ecclésiastiques pour ses fils, se voit exclue des places les mieux rémunérées. Dierickx essaye dans ses études de montrer que cette disposition dans la bulle ne fait que précéder de quelques années une mesure identique prises dans les décrets du concile de Trente et n'est pas une occasion de placer des « roturiers » (lager-geborenen) moins indépendants que les « hommes de haute noblesse » comme l'avance Louis Rogier. De plus, le gouvernement belgique a essayé à plusieurs reprises de passer outre cette clause.
La seconde et la plus importante raison de l'opposition de la noblesse est l'incorporation à trois évêques brabançons de trois abbayes brabançonnes, dont les abbés siègent aux États provinciaux de Brabant. Par ce biais, trois évêques — désignés par le roi — accèdent aux États de la province la plus indépendante des Pays-Bas belgiques, le duché de Brabant jouissant de la Joyeuse Entrée. Or, ces États sont l'organe du duché qui lui permet de faire contrepoids face aux tendances centralisatrices du roi d'Espagne. La noblesse n'est pas la seule à s'opposer à l'incorporation des trois abbayes brabançonnes, ce mode de dotation indispose encore plus les ordres concernés dont les moines normalement élisent eux-mêmes leur abbé, responsable de l'esprit religieux et des biens de son abbaye.
De plus grands pouvoirs d'inquisition pour les évêques inquiètent également les habitants des Pays-Bas, particulièrement à Anvers qui fit postposer l'installation de son évêque et dans les provinces du nord-est, « de recente conqueste » et où le luthéranisme était devenu prépondérant. Dans ces provinces récemment conquises, la gouvernante Marguerite de Parme renonce dans les années 1563-1564 à l'installation des évêques devant la résistance de la noblesse et de la population, malgré plusieurs tentatives infructueuses. Pour les raisons de ce refus Dierickx voit principalement « l'esprit particulariste et provincialiste […] sans sous-estimer pour autant la crainte d'une inquisition plus sévère ».

### Mises en œuvre
L'installation des évêques commence avec celle du nouveau diocèse d'Utrecht en 1561 qui est une formalité, la seule opposition étant celle des prévôts-archidiacres et des cinq chapitres d'Utrecht qui perdent beaucoup de pouvoir et d'avantages matériels. La même chose pour le siège de Middelbourg pour lequel Nicolaas de Castro est sacré évêque le 26 décembre 1561 ainsi que pour celui de Haarlem où est nommé Nicolaas van Nieuwland. Les installations dans le comté de Flandre se font également sans trop de difficultés : Rithovius comme évêque d'Ypres et Pierre de Corte à Bruges avec toutefois des difficultés pour la nomination de ce dernier avec l'évêque de Tournai qui voit les limites de son évêché diminuer.

## Inquisition
L'Inquisition a déjà subi une première étape de centralisation sous les Ducs de Bourgogne, l'hérésie étant de la compétence du Grand conseil de Malines même si dans les faits il ne semble selon Aline Goosens que la compétence en ce domaine des conseils locaux n'ait pas été restreinte. L'institution inquisitoriale, toujours selon Aline Goosens, a avant le règne de Charles Quint une spécificité belgique, c'est-à-dire dans les anciens Pays-Bas, par rapport à ce que l'on trouve ailleurs : 
« Enfin, le Grand conseil de Malines était la juridiction judiciaire la plus haute du pays, avec le Conseil Privé. Il semble bien cependant que le Grand Conseil exerçait l’appel pour les causes d’hérésie et non le Conseil privé. Or, dans les Pays-Bas du XVIe siècle, l’hérésie fut considérée comme un cas réservé. Nous constatons alors que l’hérétique était jugé non par les tribunaux d’Inquisition mais par la justice laïque, les inquisiteurs ne jouant généralement que le rôle d’informateurs. Ainsi, dans nos régions, nous aurions eu un système inquisitorial tout à fait original. »
Charles Quint change les prérogatives du droit public dans les premières décennies du XVIe siècle, notamment avec la suppression de certaines libertés de l'Église et des officialités, mais en entraînant alors des frictions entre les juridictions civiles locales des villes et celles des tribunaux religieux. L’officialité est en principe compétente pour le jugement des affaires religieuses et intervient aussi dans les affaires civiles où un ecclésiastique est impliqué, mais Aline Goosens constate aussi une ingérence des tribunaux religieux dans les affaires des tribunaux échevinaux et une plus grande sévérité des religieux, les ecclésiastiques empochant ainsi les confiscations de biens et les amendes.
« L'organisation de nouveaux évêchés (depuis 1559), liée à l'introduction de l'Inquisition, violait les droits établis et menait à une tyrannie à l'égard des personnes, leurs propriétés et même leurs consciences, dont on se croyait responsable envers Dieu seulement. »

## Réorganisation du clergé régulier
Les autorités politiques et religieuses de l'époque, par exemple le gouverneur Alexandre Farnèse ou le second évêque d'Anvers Laevinus Torrentius, espèrent beaucoup de l'introduction ou de la réforme d'ordres du clergé régulier, particulièrement des Jésuites et des Capucins.

### Chez les Jésuites

La Compagnie de Jésus

La Compagnie de Jésus, ordre fondé par Ignace de Loyola et approuvé le 27 septembre 1540 par la bulle Regimini militantis ecclesiae de Paul III, est dans les Pays-Bas dès 1542 avec l'ouverture d'une maison à Louvain par des étudiants de Paris après la déclaration de guerre entre la France et l'Espagne. En effet, le roi de France François Ier, en guerre avec Charles Quint, oblige tous les sujets d'Espagne et de l'Empire à quitter la France sous peine de mort. Une autre maison est fondée à Tournai en 1554. En 1556, les Jésuites sont en discussion avec la cour de Philippe II d'Espagne pour obtenir une reconnaissance légale de leur existence dans les Pays-Bas espagnols. Pedro de Ribadeneira est envoyé à Bruxelles en octobre 1555 à la cour du souverain pour représenter les Jésuites et est appuyé par des envois épistolaires du fondateur de l'ordre. Ignace de Loyola est confiant dans la mission apostolique de son ordre sur ces terres, il écrit dans une lettre du 10 juin 1556, une des dernières avant sa mort « Lorsque la bonté divine nous ouvrira en Germanie inférieure la voie qui pour le moment semble bloquée, nous avons l'intention d'envoyer encore d'autres jésuites dans les collèges. On obtiendra ainsi que le fruit produit par l'ensemencement de la parole de Dieu et des sacrements, pourra se conserver et croître grâce à l'établissement solide et stable des nôtres ». Saint Ignace meurt le 31 juillet 1556 et trois jours plus tard Ribadeneira reçoit verbalement de Philippe II d'Espagne l'autorisation légale pour les Jésuites de s'installer dans les Pays-Bas, ce qui fera dire à Ribadeneira et à d'autres Jésuites qu'Ignace avait intercédé pour eux devant le trône de Dieu. Le décret de reconnaissance légale des maisons des jésuites dans les Pays-Bas sera publié le 20 août 1556.
En 1557, l'ordre constitue la province de Germanie Inférieure ou Basse-Germanie avec ses trois maisons de Louvain, Tournai et Cologne. La Compagnie de Jésus établit bientôt de nouvelles maisons un peu partout dans la nouvelle province. Du côté des Pays-Bas espagnols et de la principauté de Liège, il y a Dinant en 1562 ainsi qu'Anvers et Cambrai en 1563. Jacques Lainez, le successeur d'Ignace de Loyola, sépare de la province de Germanie Inférieure une province rhénane ou Province du Rhin en 1564. La Germanie Inférieure conserve son nom, mais est aussi nommée Province de Flandre, Province Belge ou Province de Belgique regroupe maintenant les maisons jésuites des Pays-Bas espagnols et de la Principauté de Liège, et à laquelle sont rattachées plus tard les Missions de Hollande et d'Angleterre.
Les jésuites sont un ordre qui gagne rapidement un grand prestige. Les nouveaux membres y sont nombreux, grâce à l'aide volontaire de Luís de Zúñiga y Requesens, ami déclaré de la Compagnie, et d'Alexandre Farnèse et sous l'impulsion du Provincial de Belgique Olivier Mannaerts,. À tel point qu'à plusieurs reprises Claudio Acquaviva, le Supérieur général, doit mettre en garde contre l'admission d'un trop grand nombre de novices. Les huit pionniers à Louvain en 1542 sont devenus près de 1 000 septante ans plus tard. Ils décident d'abord de créer une « vice-province dotée d'une autonomie limitée » avec les collèges mosans de Dinant, Liège, Maastricht, Ruremonde et Bois-le-Duc ainsi que ceux de Luxembourg, Mons et Valenciennes. Mais cette solution est jugée malheureuse car il y a un déséquilibre trop grand entre le nombre de maisons et de sujets.
La question de la division est reprise l'année suivante à la Congrégation Provinciale, une assemblée de la Province qui se réunit tous les trois ans, à Tournai. À la quasi-unanimité, la Congrégation s'accorde à demander la division de la province non pas sur les circonscriptions politiques ou religieuses existantes mais selon la langue :
« Déjà détachée de la Province Rhénane en 1564, la Province Belgique était devenue si considérable qu'il fallut en 1612 la scinder en deux. On ne tint compte dans l'établissement de ces circonscriptions ni des divisions administratives ni même des divisions politiques. Destinée à agir sur le peuple, la Compagnie répartit ses cadres suivant la frontière linguistique qui coupait le pays en deux parties presque égales. Toute la région flamande, tant des Pays-Bas que de la Principauté de Liège, forma la Province Flandro-Belge, tandis que la Province Gallo-Belge engloba la région wallonne, à laquelle furent rattachés les districts allemands du Luxembourg. »
Alfred Poncelet retrouve dans les Actes de la Congrégation deux raisons « mêlées avec discrétion » à cette division linguistique. La première est une administration des Provinces plus facile à gérer, l'autre l'union des cœurs et la paix des religieux [sive gubertationis facilitatem… sive animorum unionem et pacem subditorum]. Au départ, les dénominations proposées pour les deux nouvelles provinces étaient Belgique supérieure et Belgique inférieure mais le Supérieur général par crainte d'allusions déplaisantes à l'adjectif inférieur propose alors de les appeler plutôt Flandro-Belgique et Gallo-Belgique. On ne commence à appeler cette dernière par « province wallonne » que dix ans plus tard, en 1622. Le décret instituant les deux provinces, englobées dans l'Assistance de Germanie, est lu à Lille le 10 mai 1612 et le Provincialat de la Flandro-Belge est installé à Anvers.
Le nombre de nouvelles vocations continue de croître. En 1626, le nombre de Jésuites dans les deux provinces s'élève à près de 1 600, dont 773 membres, dix-huit collèges, deux résidences et une maison de probation à Tournai dans la province Gallo-Belge; et en 1636 un pic y est atteint avec 856 Jésuites,. La province Flandro-Belge quant à elle compte 801 membres, seize collèges, quatre résidences, une maison professe et un pensionnat à Malines en 1626, le chiffre monte à 867 en 1643. Le Supérieur général Claudio Acquaviva va jusqu'à dire des deux provinces belges qu'elles sont la fleur de la Compagnie [illae provinciae sunt et semper habui pro flore Societatis].
Cette division linguistique ne plaît pas à tous. En 1648, les États de Liège essayent avec le soutien de Louis XIV d'obtenir du pape Innocent X l'érection d'une province séparée pour la Principauté, mais la tentative ne donne pas de fruits, que Jean-François Gilmont explique par des conflits politiques locaux. Après avoir enlevé l'Artois et une bonne partie de la Flandre et du Hainaut des Pays-Bas espagnols, laissant les deux provinces jésuites belges à cheval sur deux États, c'est le même Louis XIV qui essaye en 1682–1683 d'englober la province gallo-belge dans l'Assistance de France et de substituer les Pères et les Frères flamands des villes flamandes annexées par des Pères et Frères wallons. Les Jésuites tiennent tête, bien que le roi de France force l'Assistant à quitter Rome et à séjourner en France et qu'il interdise toute correspondance entre la Gallo-Belge et Rome. Un compromis est toutefois trouvé et perdure jusqu'à la mort du souverain : les Provinciaux de Gallo-Belge ainsi que les recteurs des principales maisons du territoire français doivent être français de souche.

### Chez les Capucins

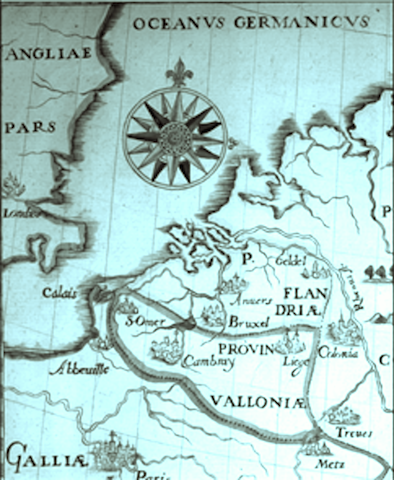
Carte de la Provincia Walloniae des Capucins

À l'inverse des Jésuites, les Frères mineurs capucins n'ont pas eu le problème de la reconnaissance légale dans les Pays-Bas. Les autorités espagnoles non seulement encouragent l'arrivée de missions, mais offrent aux congrégations religieuses d'importantes aides dans leur travail de reconquête. C'est le cas des Capucins qui arrivent dans les Pays-Bas espagnols en 1583. Quatre capucins, trois Flamands et un Italien, de la Maison provinciale de Paris sont accueillis à Saint-Omer mais de là ils sont vite envoyés à Anvers, un des centres de la révolte protestante qui vient d'être reconquis par les troupes espagnoles. En septembre 1585, les quatre Pères vont trouver le gouverneur, Alexandre Farnèse, qui deviendra leur champion selon Édouard de Moreau. L'Italien du groupe est Félix de Lapedona, il vient du même pays que Farnèse et a combattu les Turcs à Lepante comme lui. Ce dernier les reçoit avec tous les signes de bonne volonté, leur promet sa protection et leur offre pour résidence anversoise une petite maison près de l'hôpital Saint-Julien en attendant d'obtenir un plus grand terrain où ils pourraient construire un couvent. Le 17 août 1587, Philippe II accorde l'octroi à cette fondation, le couvent d'Anvers devient alors pleinement indépendant et forme un commissariat propre sous la direction du Père Hippolyte de Bergame.
Comme les jésuites, leur ordre grandit vite. Il compte 12 communautés en 1595, 40 communautés et 699 religieux en 1616. À cette date, les Capucins prennent la même décision que les Jésuites en divisant linguistiquement la province Belgique en deux nouvelles provinces :

L'ordre des Prêcheurs.

« Impressionnés par l'exemple jésuite, les capucins décidèrent en 1616 une division de leur province selon le critère de la langue des populations, sans respecter les frontières de la principauté de Liège. Les titres adoptés par les nouvelles entités sont plus proches de nos sensibilités: province wallonne (Provincia walloniae) et province flamande. Les capucins usaient aussi de l'expression de province gallo-Belgique, mais moins couramment que les Jésuites. »

### Chez les Dominicains
L’ordre des Prêcheurs, souvent investi dans l'Inquisition, connait dès Charles Quint une réorganisation territoriale pour unifier tous les couvents des Pays-Bas espagnols. Le couvent de Lille adhère à la province de Germanie Inférieure en 1515. Le couvent de Liège qui relève de la Province de France depuis sa fondation au XIIIe siècle rejoint en 1569 mais retourne à la Province de France dès 1580 jusqu'en 1698.

## Considérations historiographiques
Le sujet - particulièrement l'érection des nouveaux diocèses - a été peu étudié de manière scientifique et dans son ensemble jusqu'à la seconde moitié du XXe siècle. En 1967, Michel Dierickx déclare
« On s'étonne que, jusqu'il y a peu d'années, un évènement d'une telle importance, tant au point de vue religieux que politique, n'ait jamais fait l'objet d'une étude d'ensemble. Cette carence s'explique en partie par le fait que trop d'études de détail au sujet de ce problème faisaient défaut ; les études parues ne concernaient qu'environ la moitié des nouveaux diocèses. »

### Historiographie néerlandaise
La lutte des Provinces-Unies contre la réorganisation des diocèses catholiques et de l'Inquisition par la couronne espagnole est traditionnellement présentée dans l'historiographie néerlandaise comme une illustration de l'amour de la liberté confessionnelle régnant dans les XVII Provinces ainsi que de la tolérance religieuse des Néerlandais, et ce dès l'époque de la révolte contre l'Espagne au Siècle d'or néerlandais. Cette tolérance, trait de caractère national que certains historiens considèrent comme une force causale et autonome de l'histoire néerlandaise, fournit un cadre à l'interprétation de l'histoire des Pays-Bas, mais dont l'essentialisation entraîne des problèmes liés à la mythologisation de cette tolérance et à la réaction à cette mythologisation. Si la Révolte des gueux peut être présentée comme une victoire de la tolérance, il est tout aussi juste selon Nicolette Mout et d'autres historiens de dire qu'elle est également une défaite de la tolérance.
Les Néerlandais de l'époque ont puisé dans le passé réel ou mythique des Pays-Bas belgiques pour légitimer leur résistance aux innovations habsbourgeoise en matière religieuse. L'initiative des Habsbourgs espagnols d'introduire, ce qu'« avec beaucoup d'effets mais peu d'exactitude » selon Benjamin Kaplan les Néerlandais ont appelé l'Inquisition espagnole, est particulièrement considérée comme une attaque contre l'intégrité spirituelle des Néerlandais car elle implique la gewetensdwang, la réglementation des consciences.Par exemple, deux pamphlets datant de 1579 appellent au respect des libertés accordées par la Joyeuse Entrée du Brabant, dans laquelle le Duc de Brabant jure aux Brabançons de ne pas leur faire souffrir en aucune manière ni force ni volonté. Les mots en aucune manière sont alors appuyés pour affirmer que le souverain est alors lié à son obligation de laisser chacun en possession de sa liberté, non seulement celle de propriété, de son corps, mais également celle de son esprit, la liberté de conscience,. D'autres apologétistes contemporains représentent la révolte des gueux comme le combat pour la 'Liberté', abstraite et singulière, plutôt que celui pour les 'libertés' des chartes. C'est le cas de Jacques de Wesembeke, propagandiste pendant un temps de Guillaume le Taciturne, qui parle avec révérence de l'« anchienne liberté au spirituel » dont le peuple des Pays-Bas belgiques sont d'ardents défenseurs. Le peuple des Bataves, dont les représentations apparaissent vers 1510, est utilisé massivement à partir de 1580 par les Néerlandais du Nord - particulièrement les Hollandais - comme le mythe de leur amour de la Liberté. Les Bataves sont alors représentés dans des histoires, des pièces de théâtre, des peintures pour célébrer la lutte contre Rome de cette ancienne tribu germanique pour son autonomie.

### Historiographie belge
Pour Jean-Marie Lacrosse, qui se laisse décrire comme « plutôt unitariste », c'est à l'époque de la Contre-réforme qu'apparaît la nation belge, constituée « aussi bien dans son unité que dans sa division », par l'importance de l'Église catholique et des ordres religieux, notamment par le biais de l'organisation territoriale des jésuites et des autres ordres religieux qui se superpose aux subdivisions héritées de la féodalité mais aussi, sur la base d'un recensement précis, à la frontière linguistique « pour assurer l'efficacité de la prédication ». Il note également que les jésuites ont promu le bilinguisme par l'enseignement de l'autre langue de chaque côté de la frontière linguistique, ce qui est pour lui « capital pour bien mesurer les régressions ultérieures ».

Henri Pirenne évoque une empreinte profonde sur la nation belge et sa vie intellectuelle pour parler de l'introduction et du succès des Jésuites dans les Pays-Bas méridionaux : 
« Il n'est donc point jusqu'aux manifestations les plus hautes de l'intelligence qui ne portent, dans la Belgique du XVIIe siècle, l'empreinte des Jésuites. Plus nombreux dans ce pays que partout ailleurs, nulle part ils n'ont agi aussi profondément sur la nation. »

### Historiographie wallonne
Plusieurs personnalités appartenant au mouvement wallon ont étudié la réorganisation religieuse au sein des Pays-Bas espagnols, ou l'ont tout simplement utilisée pour affirmer la Wallonie ou une conscience wallonne. Dans la réorganisation des deux plus importants ordres religieux des Pays-Bas espagnols, les Jésuites et les Capucins, sur une base linguistique, Jean-François Gilmont dans un ouvrage de l'association militante wallonne Église-Wallonie, considère qu'apparait une unité wallonne en filigrane :
« La manière d'agir des religieux tels que les jésuites et les capucins montre que le souci pastoral poussait à rassembler tous ceux qui travaillaient en Wallonie, qu'elle dépende du roi d'Espagne ou du Prince-évêque de Liège, pour ne pas parler des autres princes de moindre importance. Cette unité ne se dégage cependant qu'en filigrane et les tendances centrifuges l'emportent souvent. Il y a surtout des Wallonies à cette époque. »
Dans le même ouvrage collectif, Omer Henrivaux considère que l'adoption d'un même catéchisme par les régions wallonnes actuelles, « indépendamment des contingences politiques », est un signe de leur unité religieuse, même s'il faut faire selon lui une exception pour la Gaume et Tournai, exception étant cependant contredite par le témoignage de l'abbé Pierre Dedoyart.
Philippe Destatte parle également des nouveaux diocèses et des provinces des religieux dans son livre L'identité wallonne, notamment en se basant sur les travaux de Gilmont qui parle d'« un tout wallon homogène » jusqu'aux conquêtes de Louis XIV pour parler de l'archevêché de Cambrai de 1559 qui rassemble les diocèses de Cambrai, Saint-Omer, Tournai et Namur bien que celui de Saint-Omer contienne de nombreuses paroisses où l'on parle le flamand et que celui Tournai ait encore sous son autorité spirituelle des villes comme Courtrai. Destatte cite également les exemples des ordres des jésuites qui scindent linguistiquement leurs provinces en 1615, des Carmes en 1681, des Récollets et des Capucins avec l'instauration de leur Provincia walloniae. Pierre Guérin fait de même avec un article appelé Présence des jésuites dans la formation de la conscience wallonne et dans l'évolution de ses traditions, écrit dans un ouvrage collectif à la mémoire d'Édouard Remouchamps.
Approfondissant l'étude philologique qui a été faite sur les mots Wallon et Wallonie par Albert Henry, le linguiste Jean Germain étudie La Préhistoire « latine » du mot Wallonie dans un court article en se basant sur un corpus de cartes présentant la province des Capucins Gallo-Belgique avec ses termes alternatifs Wallonia, Vallonia, Wallonica, etc. L'ensemble de ces cartes a été rassemblé par Julien Lambert, un historien d'origine liégeoise de Nivelles pour ces mentions liées au mot Wallonie. Jean Germain indique à plusieurs reprises qu'il n'est pas question de remettre en doute l'avis d'Albert Henry selon lequel il n'y a pas de continuité entre ces mentions latines des XVIe et XVIIe siècles et la forme française Wallonie employée « dans le cadre de l'État belge récemment créé ». Le linguiste de l'Université catholique de Louvain date les cartes de la seconde moitié du XVIIe siècle, sans pouvoir être sûr d'aucune datation. Son article propose « une double analyse sommaire » : la première est grammaticale (est-ce que ces mentions sont des substantifs ou des adjectifs ?) et la seconde est géographico-politique (quelle est l'extension géographique et politique de cette province sur les cartes?). Pour l'analyse grammaticale, Jean Germain conclut que ces mentions se partagent équitablement entre formes substantives au génitif en -iae et formes adjectives en -ica. Pour la seconde analyse, il fait le rapprochement entre la couverture géographique de la province sur ces cartes « généralement approximatives » avec la couverture du terme Wallon de l'époque, c'est-à-dire les habitants de langue romane des Pays-Bas espagnols, avec partiellement les habitants romans de la Principauté de Liège. En ce qui concerne l'existence d'une forme Wallonie que les Capucins auraient latinisé, « on n'oserait l'affirmer », et l'existence d'une prise de conscience d'une appartenance culturelle et linguistique wallonne, « rien n'interdit toutefois d'imaginer » son frémissement pour Germain.